# Złota Sepulka
Złota Sepulka – druga pod względem wieku polska literacka nagroda w dziedzinie twórczości fantastycznej. Przyznawana od 1983 do 1986 roku. Nazwą nawiązuje do znanych z twórczości Stanisława Lema - sepulek. 

## Historia
Nagroda została ustanowiona przez Polskie Stowarzyszenie Miłośników Fantastyki (PSMF) w roku 1983 jako nagroda honorowa. Przyznawano ją na drodze plebiscytu.
Po raz pierwszy przyznana Januszowi Zajdlowi za powieść Limes inferior.
Przyznawano ją  raz w roku, ale w przedziale czasowym od lipca do lipca. Istniała tylko cztery lata. Później wyparła ją bardziej popularna Nagroda im. Janusza A. Zajdla.
Przyznawano ją w kategoriach: 
- książka autora polskiego
- książka autora zagranicznego
- opowiadanie autora polskiego
- seria wydawnicza
- debiut
- propagator literatury fantastycznej.

W 1984 roku w plebiscycie Polskiego Stowarzyszenia Miłośników Fantastyki udział wzięło 513 osób. W kategorii najlepsza książka polskiego autora  na drugim miejscu znalazła się książka Marcina Wolskiego Numer, a na trzecim Cała prawda o planecie Ksi Janusza A. Zajdla. W kategorii najlepsza książka autora zagranicznego na drugim miejscu znalazła się książka A. i B. Strugackich Miliard lat przed końcem świata, a na trzecim K. Vonneguta Syreny z tytana. W kategorii najlepsze opowiadanie polskiego autora na drugim miejscu znalazło się opowiadanie Marka Oramusa Kwadratoniczne delirium tremens, a na trzecim List z Dune Andrzeja Zimniaka. W kategorii najlepszy debiut na drugim miejscu znalazł się Jacek Piekara za opowiadania opublikowane w Fantastyce i Problemach, a na trzecim Feliks W. Kres za opowiadanie Mag opublikowane w nr 11-12 Fantastyki w 1983 roku. 
W 1987 roku w dniach 7–10 maja w Chańczy koło Staszowa odbył się Falkcon'87. Podczas inauguracji wręczono doroczne nagrody PSMF Złote sepulki za rok 1986.  

### 1983
- Książka autora polskiego: Limes inferior, Janusz A. Zajdel[1][4]
- Książka autora zagranicznego:
- Opowiadanie autora polskiego:
- Seria wydawnicza:
- Debiut:
- Propagator literatury fantastycznej:

### 1984
- Książka autora polskiego: Wyjście z cienia, Janusz A. Zajdel[5][3]
- Książka autora zagranicznego: Czarnoksiężnik z Archipelagu, Ursula K. Le Guin[6][3]
- Opowiadanie autora polskiego: Wynajęty człowiek, Marek Baraniecki[7][3]
- Seria wydawnicza: Seria Fantastyki i Grozy Wydawnictwa Literackiego[3]
- Debiut: Marek Baraniecki[8][3]
- Propagator literatury fantastycznej: Redakcja miesięcznika Fantastyka[3]

### 1985
- Książka autora polskiego: nie przyznano
- Książka autora zagranicznego: Poczwarki, John Wyndham[9]
- Opowiadanie autora polskiego: Wyznanie Bepsossa Króla, Jerzy Grundkowski
- Seria wydawnicza: Seria powieści drukowanych w miesięczniku Fantastyka
- Debiut: Piotr Łukaszewski (za grafikę)
- Propagator literatury fantastycznej: Redakcja miesięcznika Literatura Radziecka

### 1986
- Książka roku: Don Wallheim proponuje Wydawnictwa Alfa[2]
- Debiut roku: Grzegorz Komorowski[2]
- Inicjatywa wydawnicza roku: seria gier o tematyce fantastycznej firmy Encore[2]
- Fanzin roku: Collaps[2]
- Nagroda za działalność klubową: gdański klub miłośników fantastyki „Collaps”[2]